# Larsito

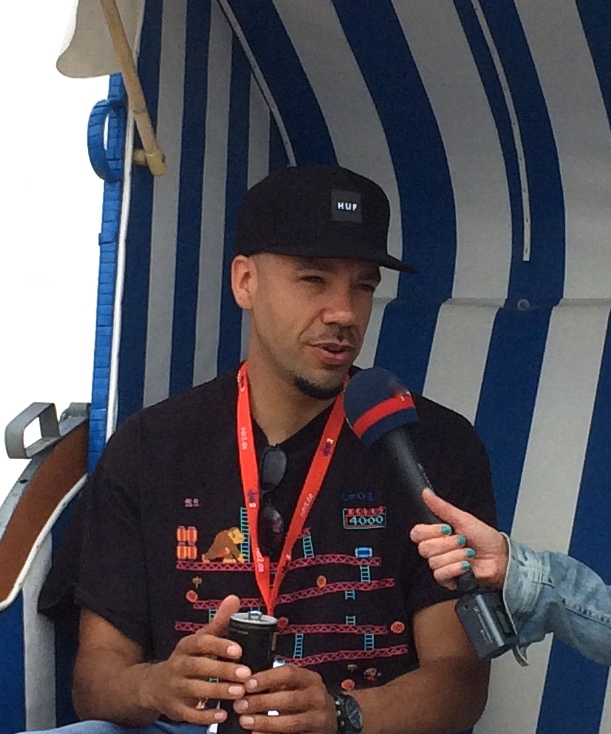
Larsito

Larsito (* in Berlin als Lars Barragán De Luyz) ist ein deutscher Musiker, Songwriter und Produzent. Er wurde als Mitglied der Band Culcha Candela bekannt. 2014 veröffentlichte er sein erstes Soloalbum. Außerdem tritt er gemeinsam mit DJ Fiks unter dem Pseudonym Mata Mosca auf. Er singt in deutscher, spanischer und englischer Sprache.

## Leben
Er wurde in den 1980er Jahren in Berlin als Sohn eines kolumbianischen Musikers und einer deutschen Erzieherin geboren und er wuchs in Schöneberg auf. Sein Vater war als Perkussionist tätig und führte ihn an die lateinamerikanische Musik heran. Während der Schulzeit verbrachte er ein Jahr in den Vereinigten Staaten. Dort und in Deutschland war er Mitglied verschiedener Soul- und Jazz-Bands. Er wurde als Mitglied von Culcha Candela bekannt, wo er als Sänger, Perkussionist, Songwriter und Co-Produzent mitwirkte. Als einziges der Mitglieder sang und rappte er in allen Sprachen der Band, deutsch, englisch und spanisch. Insgesamt verkaufte die Formation über zwei Millionen Tonträger und wurden unter anderem mehrfach mit Goldenen Schallplatten und Platin ausgezeichnet.

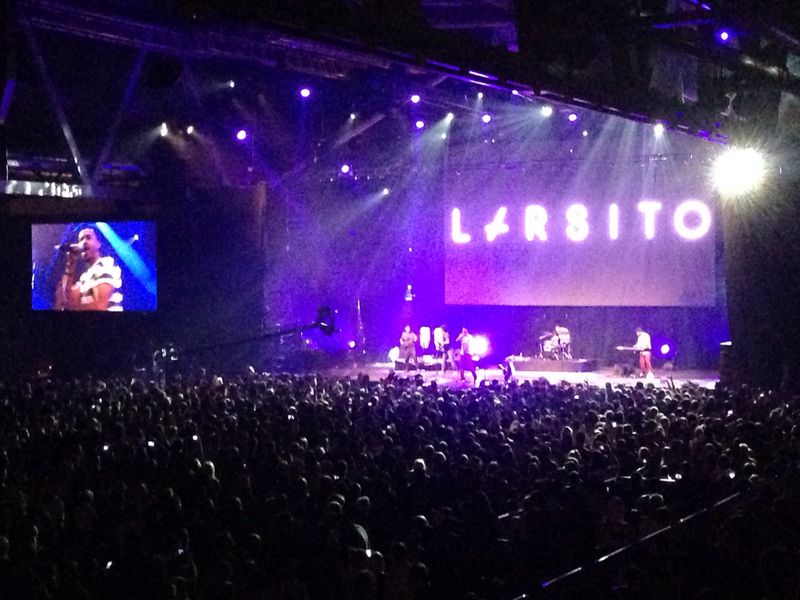
Larsito

2012 folgte eine kreative Pause, später trennte er sich von Culcha Candela. Er produzierte ein Soloalbum, für das er unter anderem nach Kolumbien und Kuba reiste, wo er mit Amadito Valdés des Buena Vista Social Club das Stück Zu groß einspielte. Die Sängerin Totó la Momposina, die bereits seinen Vater auf einer Tournee begleitet hatte, wirkte an Unter diesen Wolken mit. Das Album erschien im Mai 2014 unter dem Titel Etwas bleibt bei Jive Germany, Kritiker beschrieben es als „Mischung aus Sommerstimmung, Melancholie und eingängigen Melodien“. Die Stimmung sei authentisch und würde karibisches Flair vermitteln, musikalisch habe das Album viel zu bieten. Während Melodie und Gesang im Refrain positiv beurteilt wurden, kritisierten andere die „dumpfe Aneinanderreihung von Schlagworten“. Rein textlich übe sich der Künstler in Zurückhaltung. Im Mai 2014 erschien mit Unter diesen Wolken seine erste Solo-Single, im August 2014 folgte Magnet mit Einflüssen von Electronica.

## Diskografie
Studioalben
- Etwas bleibt (2014)

Lieder
- Unter diesen Wolken (2014)
- Magnet (2014)
- Am Leben (2016)
- Si es amor (2018; mit Mandy Capristo)
- Temperatura (2019)
- Catalina (2019)
- Volle Energie (2021; mit Alexx Berlin)